# Albert Neuberger
Pour les articles homonymes, voir Neuberger.
Albert Neuberger (15 avril 1908 - 14 août 1996) est un chimiste et universitaire britannique d'origine allemande. Il est professeur de pathologie chimique, à St Mary's Hospital, de 1955 à 1973.

## L'éducation en Allemagne
Né à Hassfurt, dans le nord de la Bavière, il est l'aîné des trois enfants de Max Neuberger (1877-1931), marchand de tissus et homme d'affaires, et de Bertha Hiller (1888-1974), tous deux juifs religieux. Il étudie la médecine à l'université de Wurtzbourg où il obtient un diplôme de médecine summa cum laude. Il y suit également des cours de chimie et assiste également aux conférences données par Karl Bonhöffer, psychiatre et neurologue. Il travaille également pendant un certain temps dans la recherche à Berlin où il se lie d'amitié avec Ernst Chain qui est lauréat du prix Nobel de 1945 avec Alexander Fleming et Howard Florey pour leurs travaux sur la pénicilline.

## Formation et carrière en Angleterre
il s'exile à Londres lors de la prise de pouvoir d'Hitler en 1933 et reprend des études à la faculté de médecine de l'University College de Londres (UCL) où il obtient en 1936 un doctorat sous la direction de Charles Harington, avant d'y poursuivre ses recherches . Au début de la Seconde Guerre mondiale, il rejoint le département de biochimie de l'université de Cambridge où il a Frederick Sanger comme étudiant en doctorat. Ils publient ensemble un article sur la teneur en azote des pommes de terre. En 1942, il retourne à Londres pour travailler au National Institute for Medical Research. Pendant la guerre, il passe quelque temps en Inde en tant que consultant en nutrition auprès de l'armée. De 1950 à 1955, il est chef du service de biochimie au National Institute for Medical Research. Il rejoint ensuite l'hôpital St Mary en tant que professeur,,,,.
Il est élu membre de la Royal Society en 1951 tout comme son fils, Michael Neuberger, en 1993 - un cas rare où le père et le fils sont FRS. Il est nommé CBE en 1964. Il est également membre du Royal College of Physicians et de la Royal Society of Chemistry. il reçoit la médaille Heberden de la Royal Society of Medicine en 1959 et, en 1960, la médaille Frederick Gowland Hopkins de la Biochemical Society dont il est élu membre d'honneur en 1973. Il est également membre d'honneur étranger de l'Académie américaine des arts et des sciences (1972). Il reçoit des doctorats honorifiques de l'université d'Aberdeen (1967), de l'université hébraïque de Jérusalem (1968) et de l'université de Hull (1981).
Il épouse Lilian Ida Dreyfus en 1943 et est le père de James Neuberger, David Neuberger, baron Neuberger d'Abbotsbury, Anthony Neuberger, professeur de finances à l'université de Warwick, Michael Neuberger et Janet Neuberger. Il est également le frère du rabbin Herman Neuberger.